# Nyári laskagomba
A nyári laskagomba (Pleurotus pulmonarius) a laskagombafélék családjába tartozó, Eurázsiában és Észak-Amerikában honos, lombos fák és fenyők elhalt törzsén élő, ehető gombafaj. Széleskörűen termesztik.

## Megjelenése
A nyári laskagomba kalapja 2-10 cm széles, alakja eleinte domború, majd ellaposodik, kagyló, nyelv vagy lapát formát vesz fel. Széle fiatalon begöngyölt, később hullámossá válik. Felülete csupasz. Színe fehéres, krémszínű, világosbarna vagy piszkos szürkésbarna; a sötétebb barna szín nem jellemző.
Húsa vastag, rugalmas; színe fehéres, sérülésre nem változik. Szaga jellemző "laskagombaszag", íze kellemes, de nem jellegzetes. 
Sűrűn álló, vékony lemezei a tönkre lefutók, a féllemezek gyakoriak. Színük fehéres.
Tönkje 1-3 cm magas és 0,5-1,5 cm vastag. Néha csökevényes lehet. Elhelyezkedése excentrikus, színe fehéres, felülete többé-kevésbé szöszös, szálas. Csoportosan nő, a tönkök a tövüknél összeforrhatnak. 
Spórapora fehéres vagy szürkés, esetenként lilás árnyalattal. Spórája hengeres- ellipszoid alakú, sima, mérete 
7–11 x 2–3 µm.

### Hasonló fajok
Hasonlít hozzá a szintén ehető késői laskagomba, amelynek színe szürkésbarna, kékesszürkés és inkább hidegkedvelő. 

## Elterjedése és termőhelye
Eurázsiában és Észak-Amerikában honos. Magyarországon gyakori. 
Lomb- és fenyőerdőben él, ahol elhalt (esetenként élő) fatörzseken, tuskókon nő, általában csoportosan, néha tömegesen. A faanyagban fehérkorhadást okoz. Májustól szeptemberig terem.  
Ehető gomba. Széleskörűen termesztik vad, nemesített vagy hibrid változatait is. A boltokban kapható laskagomba általában a nyári vagy a késői laskagomba. Termőtalajul cellulóztartalmú anyagokat - szalmát, kukoricacsutkát, fűrészport - használnak.  Termesztése során a késői laskagombával ellentétben a termőtestfejlesztéshez nincs szüksége 15°C-os, hűvös helyre.  

## Élettani hatásai
Gyógygombaként tartják számon, számos kutatás foglalkozott, és foglalkozik hatóanyagaival. A gombából nyert vegyületek egérkísérletek során hatékonynak bizonyultak többféle tumoros megbetegedés ellen, ezen kívül hatékony támogatást tud nyújtani a magasvérnyomással, szemben, de vírus ellenes és gyulladáscsökkentő hatása is ismert.

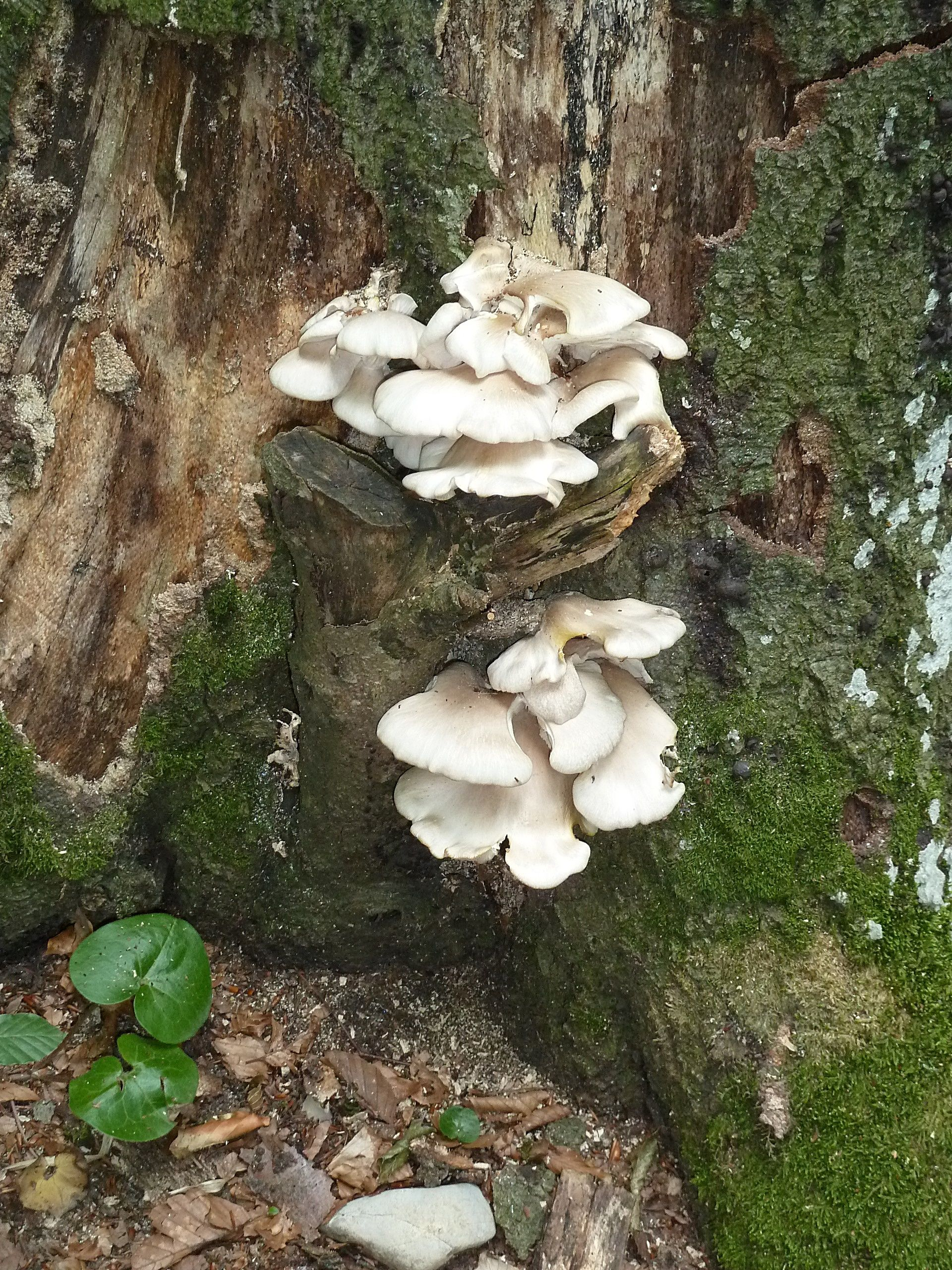
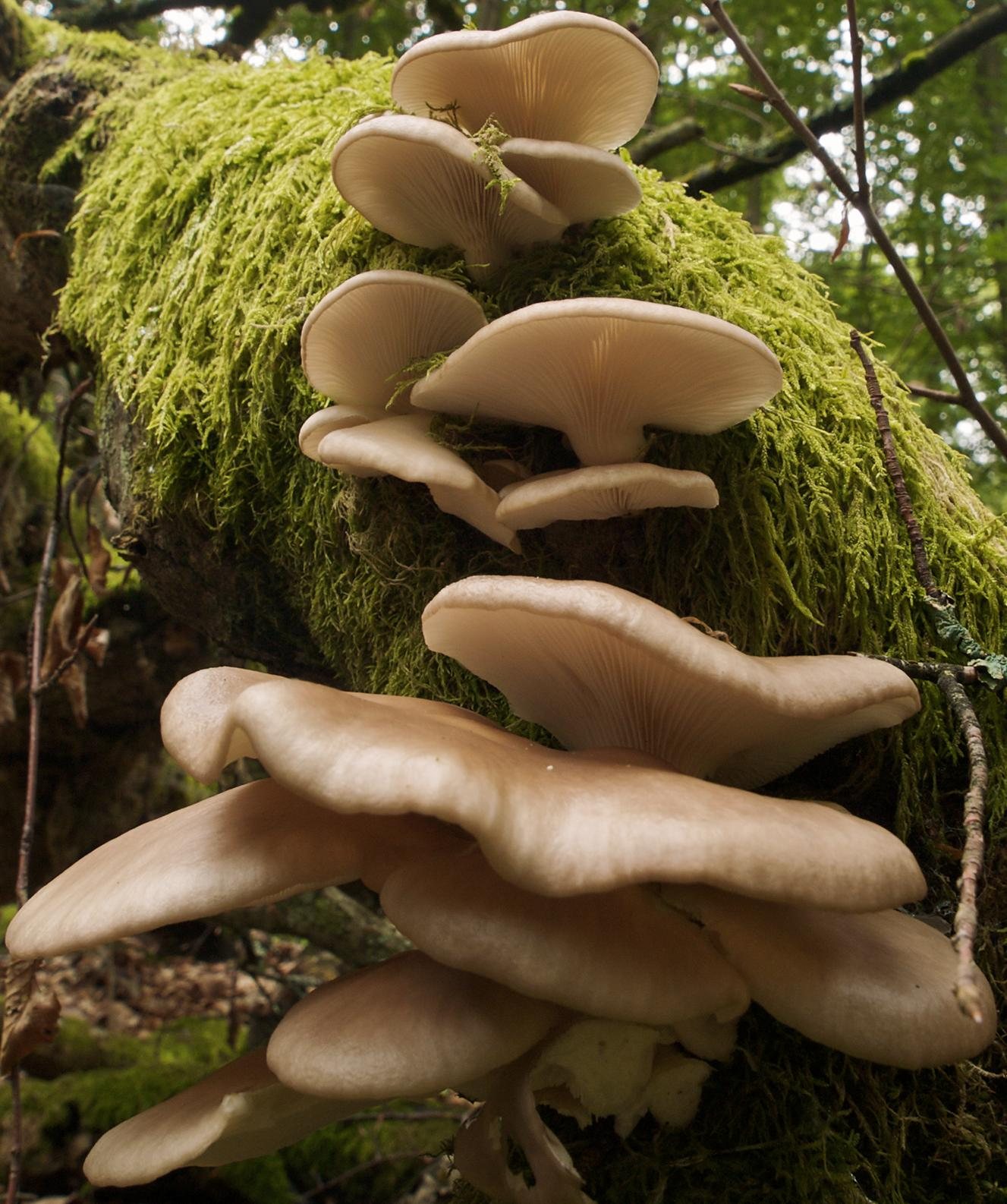
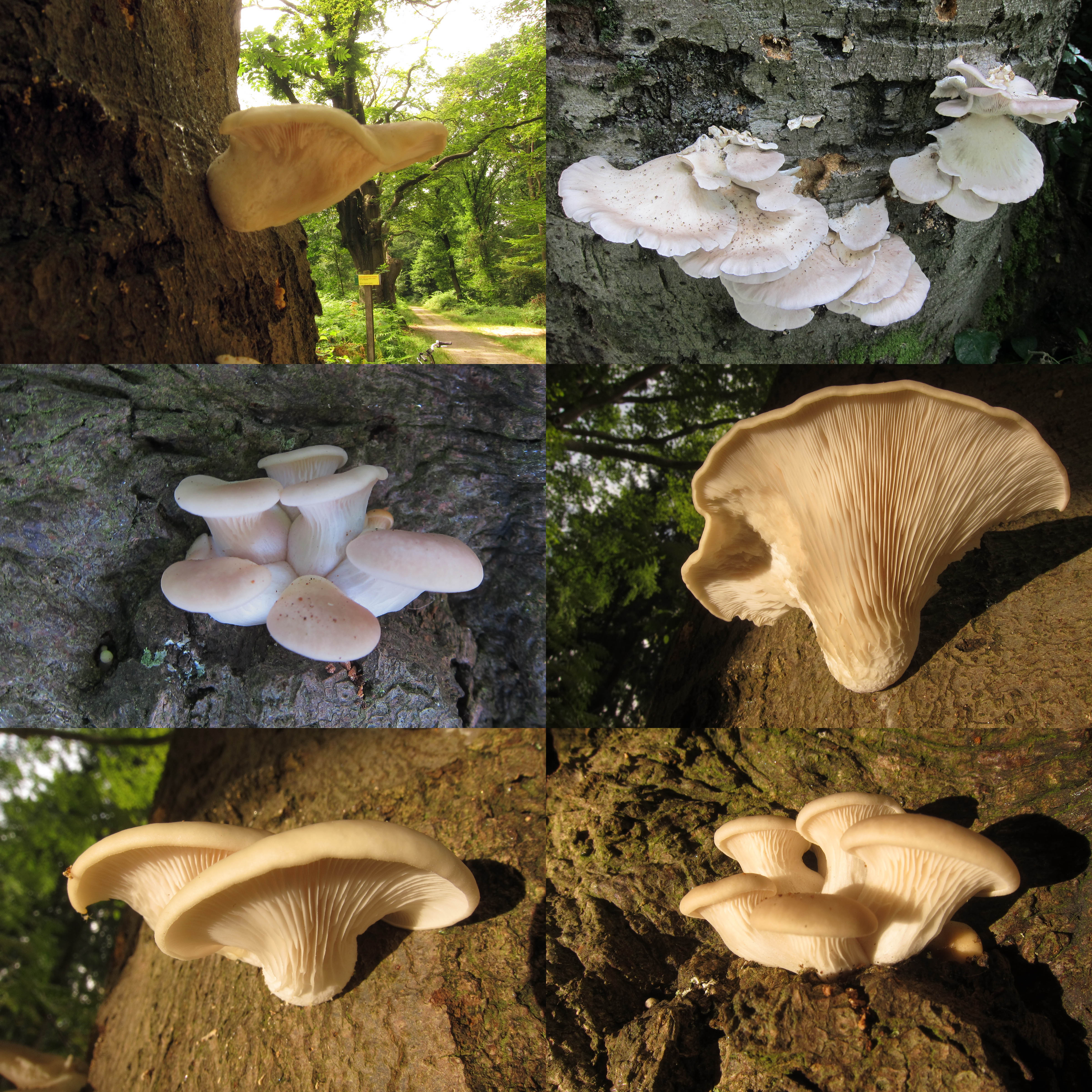
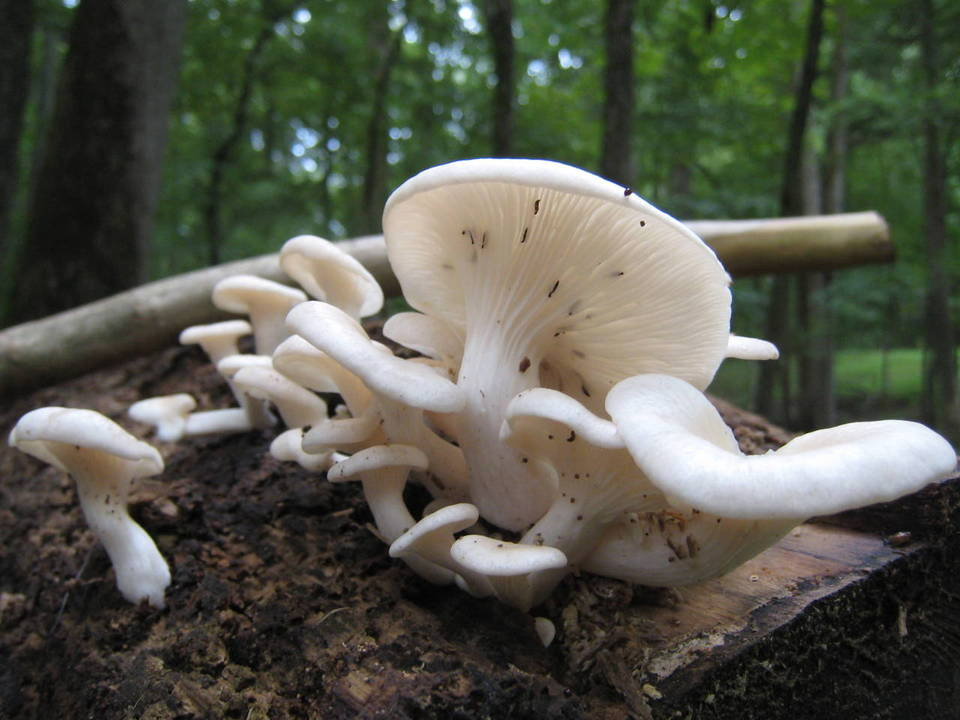
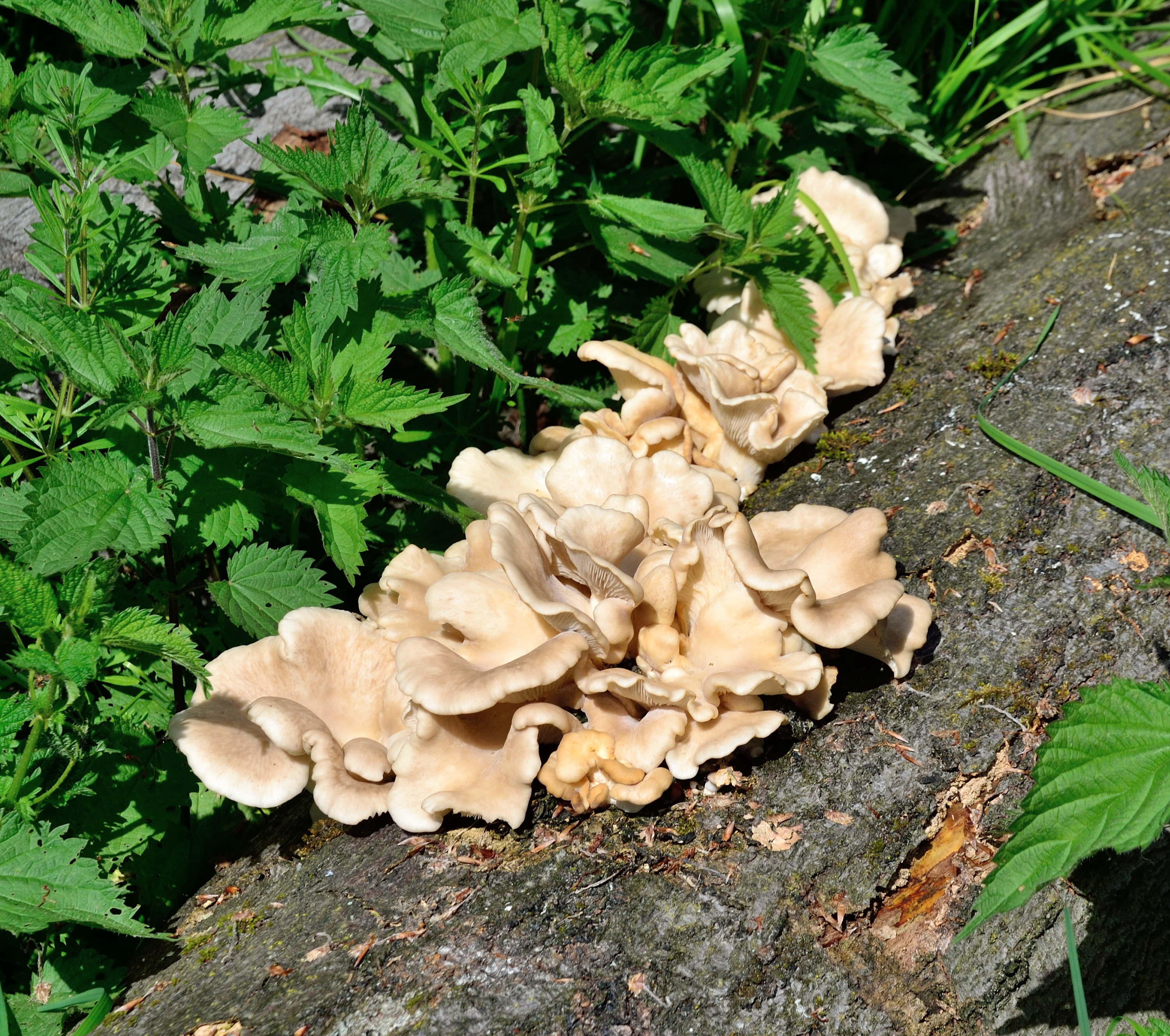